# مدرسة تيانجين الدولية
مدرسة تيانجين الدولية هي مدرسة دولية خاصة تقع في تيانجين، الصين.

## الروابط الخارجية
1. ↑  Chinese map card.International School of Tianjin. Retrieved on October 1, 2015. "天津经济技术开发区国际学校天津分校" [وصلة مكسورة] نسخة محفوظة 30 سبتمبر 2015 على موقع واي باك مشين.

- International School of Tianjin
- - IST Learning